# Abel Queille
Abel Auguste Dominique Marie Queille, né le 11 juin 1851 à Brienne (Saône-et-Loire) et mort le 18 juin 1887 dans le 10e arrondissement de Paris, est un compositeur et éditeur de musique français.

## Biographie
Abel Queille est le compositeur des musiques d'environ 400 chansons de la fin du XIXe siècle, sur des textes, entre autres d'Octave Pradels, Eugène Baillet, Henry Drucker, Jules Jacobs, Émile Carré , etc.
Queille, Baillet et Pierre Batail dédient à Émile Zola leur chanson Germinal.

## Œuvres
Chansons
- 1879 : Dans ma nacelle, barcarolle, paroles d'Henry Drucker[3]
- 1879 : Te souviens-tu ma belle, rêverie-barcarolle, paroles d'Henry Drucker
- 1881 : Les bois reverdissent, paroles d'Henry Drucker[4]
- 1881 : C'est égal !, chansonnette, paroles d'Henry Drucker[5]
- 1882 : Le bonnet de Marguerite, paroles d'Henry Drucker[6]
- 1883 : C'est le secret de Polichinelle, chansonnette, paroles d'Henry Drucker[4]
- 1883 : Nina, ma belle, barcarolle, paroles d'Henry Drucker
- 1884 : C'est pas ma faute, j'suis grise !, chansonnette, paroles d'Henry Drucker[7]
- 1885 : A la Pépinière, chansonnette comique, paroles de Émile Carré, créée par Jeanne Bloch à la Scala[8].